# Valerio Nawatu
Valerio Nawatu (Serua, 24 juli 1984) is een voormalige Fijisch voetballer die bij voorkeur als aanvaller speelt.    
Op 17 november 2007 in de thuiswedstrijd tegen Nieuw-Caledonië maakte Nawatu debuut voor Fiji voetbalelftal. Hij begon in basis en op 71e minuut werd hij gewisseld. Maciu Dunadamu is zijn vervanger. Het wedstrijd werd gelijkgespeeld (3-3). Hij heeft 2 wedstrijden gespeeld en 1 doelpunt gescoord voor zijn nationale ploeg. Hij zat in de selectie die deed mee aan het voetbaltoernooi op Oceanisch kampioenschap in 2008. 
Nawatu beëindigde zijn voetbalcarrière in 2021.